# Ley de División Territorial de la República de Colombia
La Ley de División Territorial de la República de Colombia fue una normativa legal expedida por el Senado y Cámara de Representantes de la Gran Colombia el 25 de junio de 1824, con el fin de regular la estructura político-administrativa del país, dividiendo el territorio grancolombiano en doce departamentos, con indicación sobre cuáles provincias y cantones pertenecían a cada uno de ellos.

## Departamentos
Con respecto a las grandes entidades territoriales de la nación, la ley decretó en su artículo 1° que el territorio nacional se componía de 12 departamentos, señalando las capitales de cada uno de ellos en la siguiente forma:
- Apure: capital Barinas.
- Azuay: capital Cuenca.
- Boyacá: capital Tunja.
- Cauca: capital Popayán.
- Cundinamarca: capital Bogotá.
- Ecuador: capital Quito.
- Guayaquil: capital Guayaquil.
- Istmo: capital Panamá.
- Magdalena: capital Cartagena.
- Orinoco: capital Cumaná.
- Venezuela: capital Caracas.
- Zulia: capital Maracaibo.

## Provincias
Para la división de cada uno de los departamentos, la ley se sirvió de los artículos 2° a 13°, en los cuales indicaba las provincias, cantones y cabeceras de estas, sumando un total de 37 provincias. En términos generales la ley determinaba la subdivisión departamental de la siguiente manera:
- Apure: compuesta por dos provincias - Barinas y Achaguas.
- Azuay: : compuesto de 3 Provincias - Cuenca, Loja, y Jaén de Bracamoros y Maynas.
- Boyacá: compuesto de 4 Provincias - Tunja, Casanare, Pamplona, y Socorro.
- Cauca: compuesto de 4 Provincias - Popayán, Buenaventura, Chocó y Pasto.
- Cundinamarca: compuesto de 4 Provincias - Bogotá, Antioquia, Mariquita y Neyva/Neiva.
- Ecuador: compuesto de 3 Provincias - Pichincha, Chimborazo e Imbabura.
- Guayaquil: compuesto de 2 Provincias - Guayaquil y Manabí.
- Istmo: 2 Provincias - Panamá y Veraguas.
- Magdalena: compuesto de 3 Provincias - Cartagena, Riohacha y Santa Marta.
- Orinoco: compuesto de 4 Provincias - Cumaná, Barcelona, Guayana y Margarita.
- Venezuela: compuesto de 2 Provincias - Caracas y Carabobo.
- Zulia: compuesto de 4 Provincias - Maracaibo, Coro, Mérida y Trujillo.

### Cantones
Los artículos antes mencionados igualmente indicaba la composición cantonal de cada provincia así:
- Antioquia: compuesta por los cantones Antioquia, Medellín, Rionegro, Marinilla, Santa Rosa de Osos, Nordeste.
- Achaguas: compuesta por los cantones Achaguas, San Fernando, Mantecal, Guadualito.
- Barinas: compuesta por los cantones Barinas, Obispos, Mijagual, Guanarito, Nutrias, San Jaime, Guanare, Ospinos, Araure, Pedraza.
- Barcelona: compuesta por los cantones Barcelona, Píritu, Pilar, Aragua, Pao, San Diego.
- Bogotá: compuesta por los cantones Bogotá, Funza, La Mesa, Tocaima, Fusagasugá, Cáqueza, San Martín, Zipaquirá, Ubaté, Chocontá, Guaduas.
- Buenaventura: compuesta por los cantones Iscuandé, Barbacoas, Tumaco, Micay, Raposo.
- Carabobo: compuesta por los cantones Valencia, Puerto Cabello, Nirgua, San Carlos, San Felipe, Barquisimeto, Carora, Tocuyo, Quibor.
- Caracas: compuesta por los cantones Caracas, Guaira, Caucagua, Río Chico, Sabana de Ocumare, La Victoria, Maracay, Cura, San Sebastián, Santa María de Ipire, Chaguaramas, Calabozo.
- Cartagena: compuesta por los cantones Cartagena, Barranquilla, Soledad, Mahates, Corozal, El Carmen, Tolú, Chinú, Magangué, San Benito Abad, Lorica, Mompós, Majagual, Simití, Islas de San Andrés.
- Casanare: compuesta por los cantones Pore, Arauca, Chire, Santiago, Macuco, Nunchía.
- Chimborazo: compuesta por los cantones Riobamba, Ambato, Guano, Guaranda, Alausí, Macas.
- Chocó: compuesta por los cantones Atrato, San Juan.
- Coro: compuesta por los cantones Coro, San Luis, Paraguaná, Casigua, Cumarebo.
- Cuenca: compuesta por los cantones Cuenca, Cañar, Gualaseo, Girón.
- Cumaná: compuesta por los cantones Cumaná, Cumanacoa, Aragua Cumanés, Maturín, Cariaco, Carúpano, Río Caribe, Güiria.
- Guayana: compuesta por los cantones Santo Tomás de Angostura, Río Negro, Alto Orinoco, Caura, Guayana Vieja, Caroni, Upata, La Pastora, La Barceloneta.
- Guayaquil: compuesta por los cantones Guayaquil, Daule, Babahoyo, Baba, Punta de Santa Elena, Machala.
- Imbabura: compuesta por los cantones Ibarra, Otavalo, Cotacachi, Cayambe.
- Jaén de Bracamoros y Maynas: compuesta por los cantones Jaén, Borja, Jeveros.
- Loja: compuesta por los cantones Loja, Zaruma, Cariamanga, Catacocha.
- Manabí: compuesta por los cantones Puertoviejo, Jipijapa, Montecristi.
- Maracaibo: compuesta por los cantones Maracaibo, Perijá, San Carlos de Zulia, Gibraltar, Puerto de Altagracia.
- Mariquita: compuesta por los cantones Honda, Mariquita, Ibagué, La Palma.
- Margarita: compuesta por los cantones La Asunción, El Norte.
- Mérida: compuesta por los cantones Mérida, Mucuchíes, Ejido, Bailadores, La Grita, San Cristóbal, San Antonio del Táchira.
- Neiva: compuesta por los cantones Neiva, La Purificación, La Plata, Timaná.
- Pamplona: compuesta por los cantones Pamplona, San José de Cúcuta, El Rosario, Salazar, La Concepción, Málaga, Girón, Bucaramanga, Piedecuesta.
- Panamá: compuesta por los cantones Panamá, Portobelo, La Chorrera, Natá, Los Santos, Yaviza.
- Pasto: compuesta por los cantones Pasto, Túquerres, Ipiales.
- Pichincha: compuesta por los cantones Quito, Machachi, Latacunga, Quijos, Esmeraldas.
- Popayán: compuesta por los cantones Popayán, Almaguer, Caloto, Cali, Roldanillo, Buga, Palmira, Cartago, Tuluá, Toro, Supía.
- Riohacha: compuesta por los cantones Riohacha, San Juan del Cesar.
- Santa Marta: compuesta por los cantones Santa Marta, Valledupar, Ocaña, Plato, Tamalameque, Valencia de Jesús.
- Socorro: compuesta por los cantones Socorro, San Gil, Barichara, Charalá, Zapatoca, Vélez, Moniquirá.
- Trujillo: compuesta por los cantones Trujillo, Escuque, Boconó, Carache.
- Tunja: compuesta por los cantones Tunja, Leiva, Chiquinquirá, Muzo, Sogamoso, Tenza, Cocuy, Santa Rosa, Soatá, Turmeque, Garagoa.
- Veraguas: compuesta por los cantones Santiago de Veragua, Mesa, Alanje, Gaimi:)

## Definición de límites y ley adicional
Igualmente la ley definió fronteras entre varias regiones del país, especialmente la del sur, de reciente anexión. Entre estos cambios destacan la creación y definición de fronteras de las provincias de Carabobo y Manabí, y de los departamentos del Ecuador y del Cauca. Dos años más tarde surgió la Ley adicional del 18 de abril de 1826 que reorganizaba ciertos departamentos de la república en la región del norte: las provincias de Apure, Barinas y Guayana quedaban reorganizadas como el departamento del Orinoco, en tanto las provincias de Cumaná, Barcelona y Margarita formaron el departamento de Maturín. Con respecto a la región central fue creada la provincia de Mompós con los cantones meridionales de la de Cartagena y agregada al departamento del Magdalena.